# Pixote, a Lei do Mais Fraco
Pixote, a Lei do Mais Fraco é um filme brasileiro de 1980, do gênero drama, dirigido por Hector Babenco. O roteiro do filme foi escrito por Babenco e Jorge Durán, sendo baseado no livro de romance-reportagem Infância dos Mortos do escritor José Louzeiro.
Considerado um relato arrepiante e documental dos jovens delinquentes do Brasil, o filme construiu um dos mais cruéis retratos da realidade nas ruas de São Paulo, onde diversas crianças têm sua inocência retirada ao entrarem em contato com o mundo do crime, da prostituição e da violência. Pixote apresenta Fernando Ramos da Silva (morto posteriormente aos dezenove anos de idade por agentes da Polícia Militar de São Paulo) como o personagem-título e Marília Pêra como a prostituta Sueli; a trama gira em torno de Pixote, um garoto que é recrutado por terceiros para realizar assaltos e transportar drogas após fugir de um reformatório para menores infratores.
O filme se tornou um sucesso de crítica, sendo aclamado tanto nacionalmente quanto internacionalmente, com diversos críticos estrangeiros elegendo-o como um dos dez melhores filmes realizados naquele ano; o filme foi indicado ao Globo de Ouro na categoria de melhor filme estrangeiro. Em novembro de 2015, Pixote, a Lei do Mais Fraco entrou na lista feita pela Associação Brasileira de Críticos de Cinema (Abraccine) dos 100 melhores filmes brasileiros de todos os tempos.

## Enredo
Depois de uma ronda policial, algumas crianças de rua, incluindo Pixote, um mero menino morador das ruas da cidade de São Paulo de apenas onze anos de idade, são enviadas para um reformatório de delinquentes juvenis (equivalente a uma FEBEM). A prisão é uma escola infernal onde Pixote cheira cola como fuga emocional para as constantes ameaças de abuso e estupro que testemunha no local. Logo fica claro que os jovens criminosos são apenas joguetes para os sádicos guardas do abrigo e para seu diretor; quando um menino morre por abuso físico por parte dos guardas, estes procuram jogar a culpa do assassinato em outro menino, o amante de Lilica, uma transsexual. Convenientemente, o amante de Lilica também "morre", com a ajuda dos guardas.
Logo depois, Pixote, Chico, Lilica e seu novo amante Dito encontram uma oportunidade de fugir da prisão. Após escaparem, eles permanecem no apartamento de Cristal, um ex-amante de Lilica, mas quando surgem tensões entre eles e Cristal, o grupo vai para o Rio de Janeiro para fazer uma negociação de cocaína com uma stripper conhecida de Cristal. Chegando lá, porém, eles acabam sendo passados para trás pela stripper, que acaba matando Chico e sendo esfaqueada por Pixote, o que se torna o primeiro assassinato cometido pelo menino.
Eles encontram Sueli, uma prostituta abandonada pelo seu cafetão e que acabara de fazer um aborto clandestino. Juntam-se a ela para roubar os clientes da prostituta durante os seus programas, mas o clima começa a ficar tenso quando Dito e Sueli ficam atraídos um pelo outro, causando profundo ciúme em Lilica, que acaba abandonando o grupo quando presencia Dito e Sueli fazendo sexo. O esquema de roubo acaba dando errado quando um americano que vai fazer um programa com Sueli reage inesperadamente quando Dito anuncia que vai assaltá-lo (uma vez que ele aparentemente não entende português) e os dois se atracam. Pixote, ao tentar mirar o americano com sua pequena pistola, erra e acaba acertando e matando Dito, para desespero de Sueli; o americano também é morto por Pixote.
Desolados, Pixote e Sueli estão agora sozinhos no mundo. O menino tenta buscar o carinho de Sueli, procurando nela a figura de uma mãe, mas ela o rejeita e o manda embora. Ele então se vai e é visto andando por uma linha ferroviária, de pistola na mão, se afastando até ir desaparecendo na distância.

## Elenco
- Fernando Ramos da Silva .... Pixote
- Marília Pera .... Sueli
- Jorge Julião .... Lilica
- Gilberto Moura .... Dito
- Edílson Lino .... Chico
- Zenildo Oliveira Santos .... Fumaça
- Cláudio Bernardo .... Garotão
- Israel Feres David .... Roberto Pé de Lata
- José Nílson Martins dos Santos .... Diego
- Jardel Filho .... Sapatos Brancos
- Rubens de Falco .... juiz
- Elke Maravilha .... Débora
- Tony Tornado .... Cristal
- Beatriz Segall .... viúva
- Ariclê Perez .... professora

## Produção

### Antecedentes e escolha de elenco
O filme foi concebido em estilo de documentário, fortemente influenciado pelo neo-realismo italiano, no qual tomam parte do elenco vários atores amadores com vidas muito semelhantes às dos personagens do filme.

### Locações
O filme teve suas cenas rodadas nas cidades de São Paulo e do Rio de Janeiro; o filme apresenta várias cenas das praias do Rio, assim como lugares históricos e turísticos de São Paulo como o Viaduto Santa Ifigênia e o Monumento às Bandeiras (em frente ao Parque Ibirapuera), que são notavelmente vistos ao longo do filme. A cena final do filme foi realizada no quilômetro 12 da Linha Sul da Fepasa, à margens da Ceagesp, que encontrava-se desativada para obras de remodelação. Babenco revisitou a locação da cena final mais de vinte anos depois, com as filmagens utilizadas no documentário póstumo Babenco - Alguém Tem que Ouvir o Coração e Dizer: Parou.

## Lançamento
Pixote foi lançado nos cinemas brasileiros em 26 de setembro de 1980. Nos Estados Unidos, o filme foi apresentado pela primeira vez no New York New Directors/New Films Festival em 5 de maio de 1981 em Nova Iorque; depois foi exibido em circuito limitado nos cinemas daquele país a partir de 11 de setembro de 1981.
O filme foi exibido em vários festivais de cinema, incluindo: Festival Internacional de Cinema de San Sebastián (na Espanha), Festival Internacional de Cinema de Toronto (no Canadá), Festival Internacional de Cinema de Locarno (Suíça), entre outros.

### Restauração e lançamento em mídia física
O filme foi restaurado e  lançado pela Criterion em Blu-ray nos Estados Unidos no Martin Scorsese’s World Cinema Project No. 3 em 2020. Em agosto de 2021, a Versátil Home Vídeo iniciou no Brasil a pré-venda, em parceria com a Europa Filmes e a HB Filmes, da edição com a nova restauração que foi lançada no box Babenco Essencial - Edição Limitada apresentada em uma tiragem de mil cópias junto com mais dois filmes do diretor também restaurados em alta definição: O Beijo da Mulher Aranha e O Rei da Noite. No mesmo ano, foi incluído na Coleção Hector Babenco - Edição Limitada em DVD junto com mais sete filmes do diretor.

## Recepção
O agregador de críticas Rotten Tomatoes apresenta uma pontuação positiva para o filme com 94% de suas resenhas sendo consideradas positivas, baseado em 18 críticas e obtendo uma classificação média de 8,8/10.
O crítico de cinema Roger Ebert, do jornal Chicago Sun-Times, considerou o filme um clássico, e escreveu: "Pixote predomina neste trabalho de Babenco, que mostra um olhar áspero de uma vida que nenhum ser humano deveria ser obrigado a levar. E o que os olhos de Fernando Ramos da Silva, o jovem ator condenado, nos mostra não é para nos machucar, nem para nos acusar, assim como não mostra arrependimento - mostra apenas a aceitação de uma realidade diária desolada".
A crítica Pauline Kael ficou impressionada com o filme pela sua qualidade como documentário da vida real com uma dose de realismo poético. Ela escreveu, "As imagens de Babenco são realistas, mas o seu ponto de vista é chocantemente lírico. Escritores sul-americanos como Gabriel Garcia Marquez, parecem ter um perfeito e poético controle da loucura, e Babenco também tem este dom".
Vincent Canby, crítico de cinema do The New York Times, gostou da atuação neorrealista e da direção do drama e escreveu: "Pixote, terceiro longa-metragem de Hector Babenco, diretor brasileiro nascido na Argentina, é um ótimo filme, intransigentemente cruel, sobre os meninos de rua de São Paulo, em particular sobre Pixote. As performances dos atores são boas demais para serem verdadeiras, mas o Sr. Ramos da Silva e a Sra. Pêra são esplêndidos. Pixote não é para os fracos de estômago, muitos dos detalhes são difíceis de serem deglutidos, mas o filme não é explorador, nem é pretensioso. O diretor Babenco nos mostra o fundo do poço e, como artista que ele é, nos faz acreditar nisto e que todas as possibilidades de melhora das crianças de rua brasileiras foram perdidas".
Os cineastas Spike Lee, Samuel van der Lande, Daisuke Lieberman e Harmony Korine citaram Pixote como um dos seus filmes favoritos.

## Prêmios e indicações
Embora tenha sido aceito como representante brasileiro para uma indicação do Óscar de melhor filme estrangeiro, Pixote foi posteriormente desqualificado devido o filme ter sido lançado nos cinemas antes da data permitida para sua elegibilidade. Segundo uma pesquisa divulgada por Waldemar Dalenogare em junho de 2021, os membros da Embrafilme lançaram o filme muito cedo por terem confundido uma palavra mencionada nas regras do Óscar, "preview", que é o equivalente a sessões de teste, e não "pré-estreia" como os membros pensaram e assim lançaram em 1980, desclassificando o filme para o Óscar de 1982. Porém, o filme poderia ir para o Óscar de 1981, mas as distribuidoras desmontaram a campanha.
O filme, contudo, conseguiu ser indicado ao Globo de Ouro de melhor filme estrangeiro durante a trigésima nona cerimônia realizada em janeiro de 1982, porém perdeu o prêmio para o britânico Chariots of Fire.
Vitórias:
- San Sebastián International Film Festival: OCIC Award - Menção Honrosa; Hector Babenco; 1981.
- Locarno International Film Festival: Leopardo de Prata; Hector Babenco; 1981.
- Los Angeles Film Critics Association Awards: LAFCA Award; Melhor filme estrangeiro; 1981.
- New York Film Critics Circle Awards: NYFCC Award; Melhor filme em língua estrangeira; 1981.
- Boston Society of Film Critics Awards: BSFC Award; Melhor atriz, Marília Pêra; Best Film; 1982.
- National Society of Film Critics Awards, USA: NSFC Award; Melhor atriz, Marília Pêra; 1982.

Indicações:
- National Board of Review of Motion Pictures (US), Best Foreign Language Film; 1981.[17]
- Globo de Ouro: Golden Globe, Melhor filme estrangeiro; 1982.

## A morte de "Pixote"
O ator Fernando Ramos da Silva, que interpretou o personagem-título, tempo depois do êxito do filme, voltou à sua vida de sempre, vivendo num ambiente de total miséria. Chegou a tentar seguir a carreira de ator, ingressando na Rede Globo com a ajuda do escritor José Louzeiro, porém, foi demitido por ser incapaz de decorar os textos, já que era semialfabetizado. Devido à influência dos irmãos, retornou à criminalidade, sendo morto por policiais militares em 1987. Segundo a esposa, a PM executou Pixote.
A rápida trajetória de Fernando foi contada pelo diretor José Joffily, em seu filme Quem Matou Pixote?, lançado em 1996.